# Pietro Martire Rusca (1615-1674)
Pietro Martire Rusca (Venezia, 1615 – Venezia, 29 aprile 1674) è stato un vescovo cattolico, filosofo e scrittore italiano.

## Biografia

### Gioventù e carriera ecclesiastica
Nacque a Venezia nel 1615, figlio di Giovanni Rusca, nativo di Lugano che si era trasferito nella città lagunare, cugino di Girolamo Rusca, padre domenicano e vescovo di Cattaro e Capodistria, appartenenti all'antica famiglia comasca dei Rusca. Altre fonti lo indicano di «famiglia padovana», riferendosi probabilmente alla sua carriera religiosa. Entrò infatti a far parte dei frati francescani conventuali, sebbene non del convento padovano ma di quello veneziano dei frari, conseguì la laurea in teologia e in filosofia e servì come vicario generale di Padova della Congregazione del Sant'Uffizio. Ricoprì quindi il ruolo di Inquisitore di Adria-Rovigo, e in questo periodo diede alle stampe l'opera Syllogistica methodus, dedicata a Pietro Ottobono, e fece stampare diverse opere di Matteo Ferchio (il De caelesti substantia, il De fabulis palaestini stagni ad aures Aristotelis peripateticorum principis e l' Epitome theologica). 

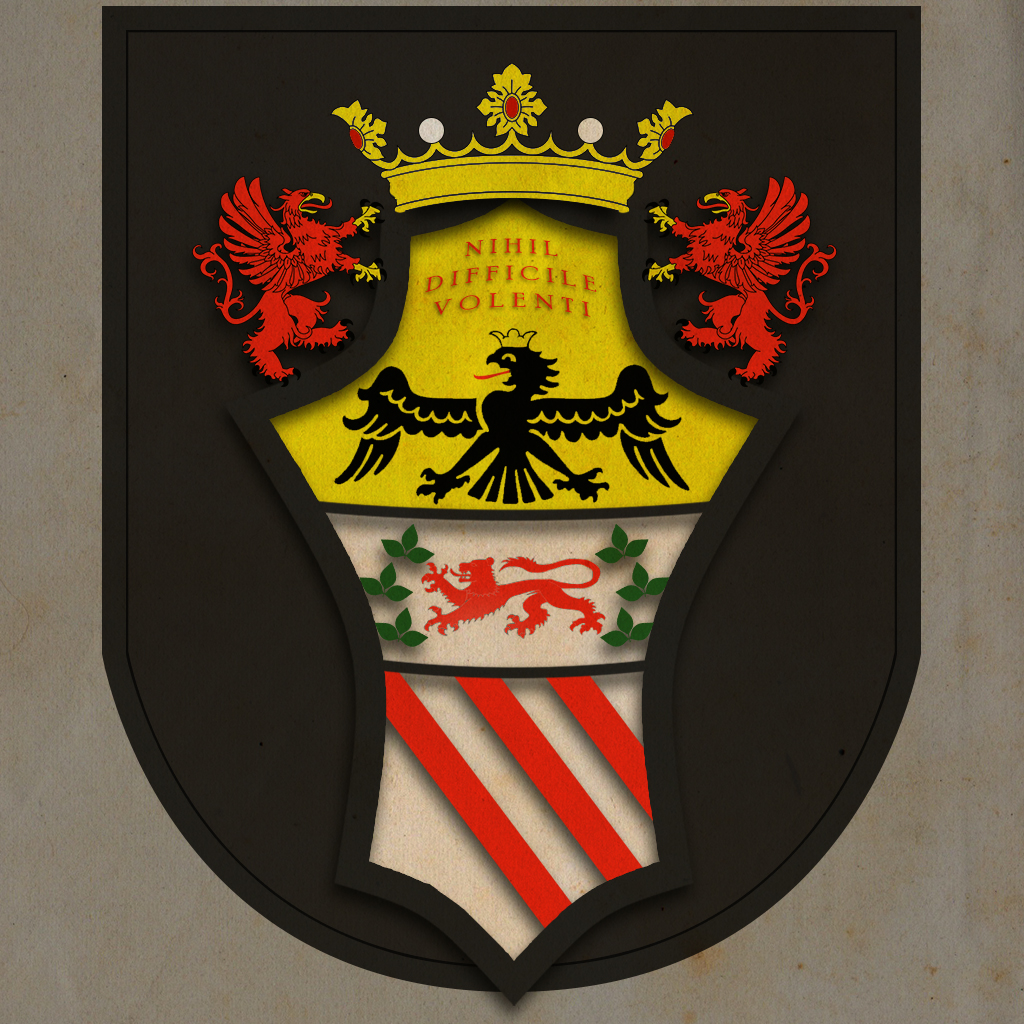
Lo stemma araldico della famiglia Rusca, il cui scudo fu anche utilizzato da Pietro Martire Rusca per il suo stemma episcopale.

### Vescovo di Caorle
Il 10 gennaio 1656, papa Alessandro VII nomina il Rusca vescovo di Caorle, sebbene il Gauchat collochi la nomina il 14 febbraio dello stesso anno. Fu consacrato il successivo 20 febbraio dal cardinale Marcantonio Bragadin.
In qualità di vescovo di Caorle, fu uno dei presuli che più si spese per le necessità della sua diocesi. È infatti ricordato per gli imponenti restauri della cattedrale che volle fossero eseguiti per salvare l'edificio dall'imminente rovina. Durante questi restauri ricoprì il soffitto della cattedrale con stucchi e diede all'edificio una struttura barocca. Quindi, non esistendo notizia storica della data della precedente consacrazione della cattedrale, provvide a riconsacrarla, apponendo alle pareti dodici croci in cotto, tuttora conservate. Inoltre fece completare la realizzazione dei nuovi reliquiari per le insigne reliquie dei santi patroni (Santo Stefano protomartire, Santa Margherita di Antiochia e San Gilberto di Sempringham), fatti iniziare dal predecessore Giorgio Darmini, e provvide al rinforzo della struttura del campanile. Al completamento di tutti i lavori, nel 1665, volle che alle solenni celebrazioni presenziassero musici provenienti da Venezia. A memoria di tutto ciò, resta la lapide, ora affisse alla parete sinistra del duomo (un tempo posta sopra il portone d'ingresso), che recita:
M·D·C·L·XV·III CAL SEP·»
(A Dio ottimo massimo - al levita Stefano protomartire - fra' Pietro Martire Rusca vescovo - consacrò - essendo podestà Marino Vizzamano - 1665, 3 (giorni alle) calende di settembre.)
L'interpretazione della data è da sempre stata dubbia; alcuni infatti ritengono che si riferisca al 1º settembre, attaccando il III all'anno, che così diverrebbe il 1668. Tuttavia la versione oggi comunemente accettata è quella riportata sopra, cosicché il giorno della dedicazione della chiesa è celebrato il 30 agosto. Questa è anche la versione esplicitamente riportata dal Gams.
Il vescovo Rusca è anche ricordato per la sua premura nel risollevare le sorti economiche della diocesi. Ripristinò la mensa episcopale e provvide al sostentamento dei sacerdoti istituendone la confraternita. Inoltre, come si evince dai suoi atti, si adoperò per correggere i comportamenti dei fedeli e dei sacerdoti stessi. Il 14 gennaio 1671 fece erigere nella cattedrale un altare dedicato a Sant'Antonio di Padova, in seguito ricostruito dal vescovo Francesco Trevisan Suarez, poi asportato all'inizio del 1900 ed oggi conservato nel Santuario della Madonna del Monte Santo di Gorizia. In Duomo a Caorle resta la pala d'altare del Santo con la lapide, affissa alla parete destra dove sorgeva l'altare, che recita:
VNAM MISSAM LECTAM QVOTIDIE, ET DVAS CANTATAS

QVOLIBET MENSE AD HOC ALTARE S. ANTONII CELEBRARI

CVRANTO

TENENTVR VT IN ACTIS D. OCTAVII RODVLPHI NOT. VEN.

DIEI XIV MENSIS IAN. MDCLXXI AB INCAR.

FR. PETRVS MARTYR RVSCA EPVS CAPRVLEN.

EREXIT VNIVIT DISPOSVIT»
(Illustrissimi e reverendissimi vescovi caprulensi, abbiate cura che una messa letta quotidiana e due cantate in qualsivoglia mese siano celebrate a questo altare di S. Antonio, ne sono tenuti come dagli atti del signor Ottavio Rodolfo notaio veneziano del giorno 14 mese di gennaio 1671 dall'Incarnazione. Fra' Pietro Martire Rusca vescovo di Caorle eresse, unì, dispose.)
Sempre nello stesso anno consacrò la chiesa di Santa Maria Elisabetta al Lido di Venezia.
Morì il 29 aprile 1674 nel convento dei Frari a Venezia, tra le lacrime di molti fedeli.

## Genealogia episcopale
La genealogia episcopale è:
- Cardinale Guillaume d'Estouteville, O.S.B.Clun.
- Papa Sisto IV
- Papa Giulio II
- Cardinale Raffaele Riario
- Papa Leone X
- Papa Paolo III
- Cardinale Francesco Pisani
- Cardinale Alfonso Gesualdo
- Papa Clemente VIII
- Cardinale Pietro Aldobrandini
- Cardinale Laudivio Zacchia
- Cardinale Antonio Barberini, O.F.M.Cap.
- Cardinale Marcantonio Bragadin
- Pietro Martire Rusca, O.F.M.Conv.